# Beate Bahner

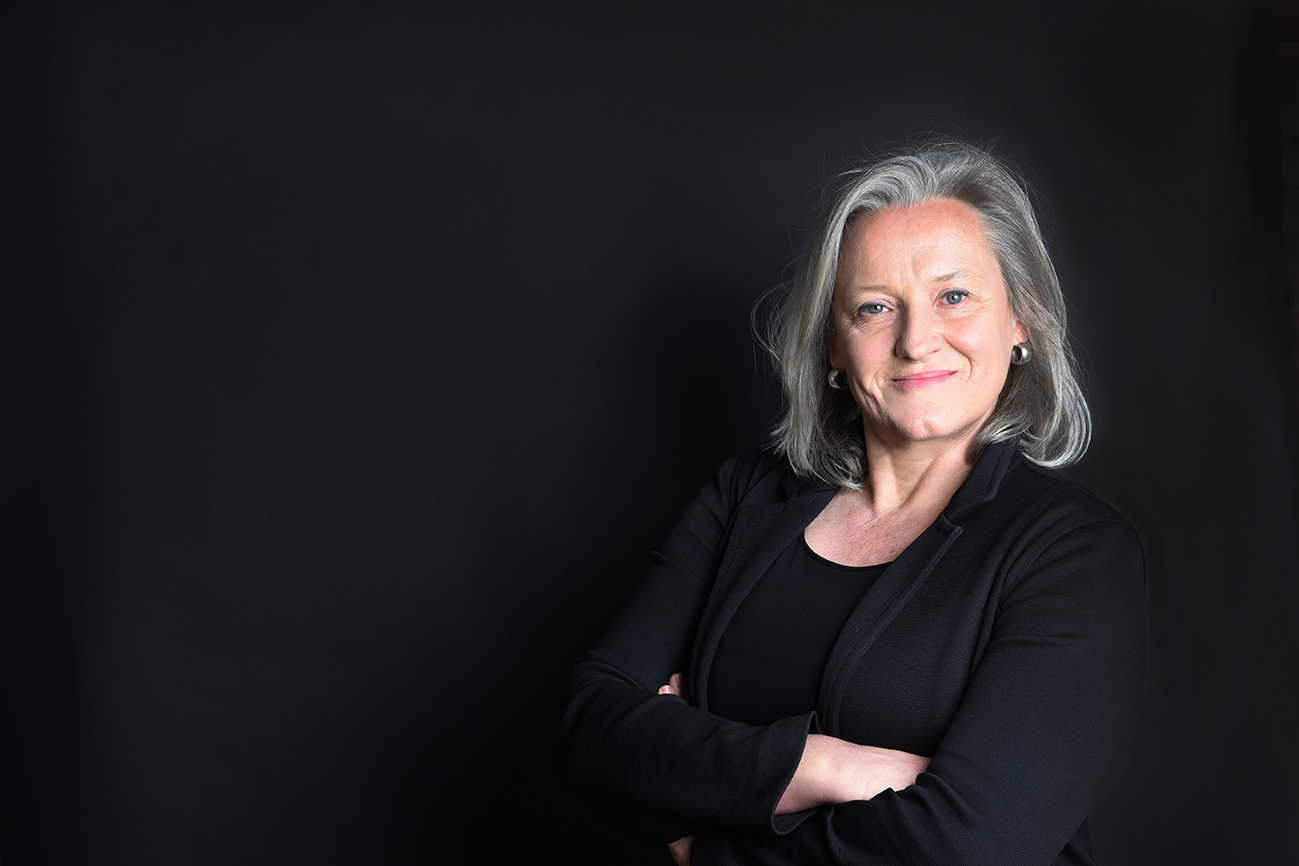
Beate Bahner, 2021

Beate Bahner (* 1966) ist eine deutsche Rechtsanwältin, Fachanwältin für Medizinrecht und Autorin.

## Leben
Bahner studierte Rechtswissenschaft an den Universitäten Heidelberg und Genf. Seit 1995 ist sie als Rechtsanwältin in Deutschland zugelassen. Nach einigen Berufsjahren in der Wirtschaft ließ sie sich 2002 mit ihrer eigenen Fachanwaltskanzlei für Medizinrecht in Heidelberg nieder. Im Jahre 2003 wurde sie mit dem mit 5000 Euro dotierten Soldan-Kanzleigründerpreis des Soldan-Instituts ausgezeichnet.
Anfang April 2020 trat Bahner in Heidelberg als Wortführerin der Proteste gegen die COVID-19-Schutzmaßnahmen auf, woraufhin die Staatsanwaltschaft Ermittlungen gegen sie aufnahm. Aufmerksamkeit erhielt die Medizinjuristin durch verschiedene Medien in Deutschland und der Schweiz, die kurze Zeit später von ihrer Einweisung in eine psychiatrische Klinik berichteten. Es wurde die Frage aufgeworfen, ob Bahner mundtot gemacht werden sollte. Gegen Unterstützer, die sich wegen der Anwältin versammelten, ermittelte die Polizei unter der Leitung des Dezernats Staatsschutz wegen Verstoßes gegen das Infektionsschutzgesetz. Obwohl sie keine Expertin für Infektionsschutzrecht ist, veröffentlichte Bahner eine Erklärung zur aus ihrer Sicht vorliegenden Verfassungswidrigkeit der im Zuge der COVID-19-Pandemie in Deutschland erlassenen Verordnungen der Bundesländer. Nach eigener Angabe verfasste sie ihr Manifest ohne Fachliteratur, weil die Bibliotheken geschlossen waren. Ihren darauf folgenden Antrag auf Erlass einer einstweiligen Anordnung nach § 32 BVerfGG lehnte das Bundesverfassungsgericht am 10. April 2020 als unzulässig ab.
Im September 2021 warnte die Landesärztekammer Hessen vor irreführenden Informationen zur Haftung bei Covid-19-Impfungen, die durch Bahner verbreitet wurden.
Am 19. Dezember 2021 verbreitete Bahner die Falschmeldung, dass die Biontech-Covid-19-Impfung zwei nicht am Menschen zugelassene Inhaltsstoffe enthielte und dadurch Kinder in Gefahr seien. Diese beiden pharmazeutischen Hilfsstoffe (ALC-0315 und ALC-0159) waren jedoch zum Zeitpunkt von Bahners Behauptung im Rahmen der Impfstoffprüfung durch die Europäische Arzneimittel-Agentur bedingt zugelassen.
Am 2. Januar 2023 wurde eine von Bahner und Ivan Künnemann verteidigte Ärztin vom Amtsgericht Weinheim wegen Ausstellens falscher Masken-Atteste (§ 278 StGB) in 4.247 Fällen zu einer Freiheitsstrafe von zwei Jahren und neun Monaten nebst vorläufigem Berufsverbot und Vermögensabschöpfung von rund 28.000 Euro verurteilt. Die Verteidigung kündigte an, in Berufung zu gehen. „Das Urteil ist nicht rechtskräftig. … Die Angeklagte … behauptet, dass das Tragen von Masken generell gesundheitsschädlich sei und unter anderem zu Atemschwierigkeiten und der Gefahr einer Re-Infektion führe. Deshalb habe sie aus Überzeugung über 4.000 Atteste größtenteils ohne direkten Patientenkontakt ausgestellt.“

## Schriften
- Das neue Werberecht für Ärzte. Auch Ärzte dürfen werben. Springer, Berlin/Heidelberg 2003, ISBN 978-3-540-00036-5.
- Wirtschaftlichkeitsprüfung bei Zahnärzten: Honorarkürzungen vermeiden – Regresse abwehren. Springer, Berlin Heidelberg 2005, ISBN 978-3-540-23691-7.
- Honorarkürzungen, Arzneimittelregresse, Heilmittelregresse: Ärzte in der Wirtschaftlichkeitsprüfung. Springer, Berlin Heidelberg 2006, ISBN 978-3-540-31320-5.
- Recht im Bereitschaftsdienst: Handbuch für Ärzte und Kliniken. Springer, Berlin Heidelberg 2013, ISBN 978-3-642-25963-0.
- Gesetz zur Bekämpfung von Korruption im Gesundheitswesen. Das Praxishandbuch. MedizinRechtVerlagHeidelberg, Heidelberg 2017, ISBN 978-3-00-051824-9.
- Corona-Impfung: Was Ärzte und Patienten unbedingt wissen sollten. Rubikon Verlag, Mainz 2021, ISBN 978-3-96789-024-2.
- WHO-Pandemievertrag: Der finale Angriff auf Ihre Freiheit. Rottenburg am Neckar 2024, ISBN 3864459982.